# Liste der Monuments historiques in Warcq (Ardennes)
Die Liste der Monuments historiques in Warcq führt die Monuments historiques in der französischen Gemeinde Warcq auf.

## Liste der Immobilien
| Bezeichnung             | Beschreibung           | Standort                 | Kennzeichnung | Schutzstatus | Datum | Bild           |
| ----------------------- | ---------------------- | ------------------------ | ------------- | ------------ | ----- | -------------- |
| Kirche St-Jean-Baptiste | ab dem 14. Jahrhundert | Place de l’Église (Lage) | PA00078547    | Classé       | 1927  | weitere Bilder |

## Liste der Objekte
| Bezeichnung                                                | Beschreibung                                                                        | Standort                              | Kennzeichnung | Schutzstatus | Datum | Bild |
| ---------------------------------------------------------- | ----------------------------------------------------------------------------------- | ------------------------------------- | ------------- | ------------ | ----- | ---- |
| Beichtstuhl                                                | Eichenholz, zweite Hälfte des 17. Jahrhunderts                                      | in der Kirche St-Jean-Baptiste (Lage) | PM08001142    | Inscrit      | 1980  |      |
| Sakristeischrank                                           | Eichenholz, bezeichnet 1671                                                         | in der Kirche St-Jean-Baptiste (Lage) | PM08001294    | Inscrit      | 2010  |      |
| Skulptur Heiliger Hubertus                                 | Holz, farbig gefasst, Anfang des 17. Jahrhunderts                                   | in der Kirche St-Jean-Baptiste (Lage) | PM08000614    | Inscrit      | 1929  |      |
| Drei Kirchenfenster                                        | aus dem 16. Jahrhundert; während des Ersten und Zweiten Weltkriegs stark beschädigt | in der Kirche St-Jean-Baptiste (Lage) | PM08000670    | Classé       | 1908  |      |
| Reliquienbüste Heiliger Hilarius                           | Holz, farbig gefasst, bezeichnet 1740                                               | in der Kirche St-Jean-Baptiste (Lage) | PM08000615    | Classé       | 1970  |      |
| Zwei Skulpturen: Johannes der Täufer und heiliger Antonius | Kalkstein, farbig gefasst und vergoldet, 16. Jahrhundert                            | in der Kirche St-Jean-Baptiste (Lage) | PM08001295    | Inscrit      | 2010  |      |